# Aserbaidschanischer Roter Halbmond
Der Aserbaidschanische Rote Halbmond (aserbaidschanisch Azərbaycan Qızıl Aypara Cəmiyyəti, AQAC) ist die größte Hilfsorganisation Aserbaidschans mit Hauptsitz in Baku und als nationale Rothalbmond-Gesellschaft Aserbaidschans Teil der Internationalen Rotkreuz- und Rothalbmond-Bewegung.

## Geschichte
Der Aserbaidschanische Rote Halbmond wurde am 10. März 1920, zwei Jahre nach Erlangung der staatlichen Unabhängigkeit der Demokratischen Republik Aserbaidschan, auf Initiative des damaligen stellvertretenden Verteidigungsministers Generalleutnant Əliağa Şıxlinski und des Außenministers Fətəli Xan Xoyski  gegründet. Nachdem Aserbaidschan am 28. April desselben Jahres von Sowjetrussland besetzt und als Aserbaidschanische Sozialistische Sowjetrepublik annektiert worden war, hörte der Aserbaidschanische Rote Halbmond kurzzeitig auf zu existieren und wurde durch das Russische Rote Kreuz abgelöst. Im Oktober 1922 wurde die aserbaidschanische Rothalbmondgesellschaft Hilal Ahmər mit dem Dekret des Rates der Volkskommissare der Aserbaidschanischen Sozialistischen Sowjetrepublik wieder gegründet. Sie fungierte als Teil der sowjetischen Liga der Rotkreuz- und Rothalbmondgesellschaften.
Im Jahr 1991 erlangte Aserbaidschan nach dem Zerfall der Sowjetunion seine Unabhängigkeit zurück und verlieh seiner nationalen Rothalbmondgesellschaft Unabhängigkeit nach internationalen Standards.